# 모리 카오루
모리 카오루(일본어: 森薫 모리 가오루[*], 1978년 9월 18일 ~ )는 일본의 만화가이다. 도쿄도 출신으로, 대학에서 건축을 전공했다.
재학 중 아가타 후미오라는 필명으로 동인지를 그리는 등 아마추어로 활동하다가 엔터브레인의 월간 만화 잡지인 '코믹 빔'에 발탁되었고, 2002년부터 그리기 시작한 첫 연재작 '엠마' 가 큰 인기를 모으면서 단기간에 유명 만화가로 입지를 굳히게 되었다.
연재 이듬해인 2003년에는 아마추어 시절 작품들을 모은 단편집인 '셜리' 도 엔터브레인에서 단행본으로 발매되었다. '엠마'는 2005년과 2007년에 고바야시 즈네오 감독의 텔레비전 애니메이션으로 제작되었으며, 2005년에는 일본 문화청 미디어 예술제의 만화부문 수상작으로도 선정되었다.
아마추어 시절부터 빅토리아 여왕 치세기의 영국 메이드를 소재로 한 작품을 집중적으로 창작했으며, 지금도 세간에는 '메이드 전문 만화가' 로 알려져 있다. '엠마' 본편의 연재 도중 영국 현지 취재를 하는 등 세밀한 고증을 통한 창작으로 여타 메이드물과 차별화되고 있다는 평가를 받고 있다.
단행본들의 후기에 자기 자신을 극히 단순화시킨 캐리커처로 등장시키고 있으나, 성별이 불분명하고 이름 자체가 남자에게도 사용되는 것이라 종종 남성 작가로 오인받기도 한다. '엠마'는 코믹 빔 2008년 3월호 연재분을 끝으로 번외편까지 모두 종결되었으며, 이후 새 작품 준비와 재충전을 겸한 휴식기를 잠시 가졌다. 10월 14일부터 엔터브레인의 격월간 만화잡지 'Fellows!'에 신작 '신부이야기(乙嫁語り)' 의 연재를 시작했다.

## 작품
- 엠마 (전 10권. 7권까지는 본편이며, 8권부터는 번외편임)
- 셜리 (단편집. 2006년 특별 연재한 최신 에피소드 두 편은 제외)
- 스미레의 꽃 (단편. 후쿠시마 사토시 원안/모리 가오루 작화)
- 신부 이야기 (12권 연재중.)
- 습유집 (스케치 모음집)

엠마와 셜리는 북박스에서 정식 한국어판으로 발매되었다.
엠마는 6년간 연재되었으며, 연재 후 약 200여명이 모인 가운데 팬 사인회를 가졌다.
이날 모리 가오루는 정성어린 일러스트를 사인에 담았다.
신부이야기는 한국어판이 대원씨아이의 《이슈》에서 2010년 2월호부터 연재되는 중이다.